# Bucks Mills
Bucks Mills – wieś w Anglii, w hrabstwie Devon, w dystrykcie Torridge. Leży 64 km na północny zachód od miasta Exeter i 300 km na zachód od Londynu.
W 1862 we wsi wzniesiono kościół świętej Anny.